# Alchemilla exsanguis
Alchemilla exsanguis är en rosväxtart som beskrevs av Sergei Vasilievich Juzepczuk. Alchemilla exsanguis ingår i släktet daggkåpor, och familjen rosväxter. Inga underarter finns listade i Catalogue of Life.